# Mormotus
Mormotus is een geslacht van rechtvleugeligen uit de familie sabelsprinkhanen (Tettigoniidae). De wetenschappelijke naam van dit geslacht is voor het eerst geldig gepubliceerd in 1890 door Karsch.

## Soorten
Het geslacht Mormotus omvat de volgende soorten:
- Mormotus alonsae Naskrecki, 2008
- Mormotus angustus Brunner von Wattenwyl, 1895
- Mormotus clavaticercus Karsch, 1891
- Mormotus curvicauda Brunner von Wattenwyl, 1895
- Mormotus montesi Bolívar, 1886
- Mormotus obtusatus Brunner von Wattenwyl, 1895
- Mormotus ornatus Beier, 1973
- Mormotus rastricercus Karsch, 1891
- Mormotus scapularis Bolívar, 1906